# Sean Lurie
Sean Lurie est un producteur et animateur américain, qui travaille pour Disney depuis 2005.

## Filmographie

### Producteur
- 2000 : Les Razmoket à Paris, le film
- 2002 : La Famille Delajungle, le film
- 2009 : Clochette et la Pierre de lune
- 2012 : Clochette et le Secret des fées
- 2013 : Planes
- 2014 : Planes 2
- 2014 : Les Nouveaux Héros
- 2016 : Zootopie
- 2016 : Inner Workings

### Animateur
- 1991 : La Guerre des tomates (8 épisodes)
- 1992 : Diner